# Неджефабад
Неджефаба́д (перс. نجف‌آباد‎) — город в центральном Иране, в провинции Исфахан, в 28 км от города Исфахан. Административный центр шахрестана Неджефабад.
Население — около 229 тыс. человек (2006).
Неджефабад — родина аятоллы Хосейна-Али Монтазери, а также профессора Мостафы Моина. Неджефабад славится в Иране своими гранатами.